# Johann Faber (Jurist)
Johann Faber (* um 1590; † 26. November 1635 bei Rinzenberg) war ein Jurist und Hohenlohe-Neuensteinischer bzw. Pfalz-Birkenfeldischer Rat.

## Leben
Faber war ein Sohn des kurmainzischen Kellers von Stadtprozelten Sebastian Schmidt († 4. November 1591) und dessen zweiter Ehefrau Barbara (Heirat am 18. Februar 1577 in Wertheim). Ein Geburtsdatum konnte bislang noch nicht ermittelt werden (wahrscheinlich um 1590), ebenso ist über seine Kindheit und Jugend nichts Sicheres bekannt. 1607 immatrikulierte er sich an der Universität Tübingen, ein Jahr später an der neugegründeten Universität Gießen. Promoviert wurde er 1617 an der Universität Basel. Nach Rodewald erscheint Faber schon 1616 als Praktikant am Reichskammergericht in Speyer. Vier Jahre später wurde er Rat des Grafen Kraft VII. von Hohenlohe-Neuenstein, 1623 wechselte er in den Dienst von Krafts Schwager, des Pfalzgrafen Georg Wilhelm von Birkenfeld. In dieser Tätigkeit begleitete er seinen Herrn u. a. im Juli 1624 auf einer Reise nach Brüssel. 1630 wurde Faber durch den Pfalzgrafen zum Geheimen Hofrat ernannt.
Am 26. November 1635 begleitete er Georg Wilhelm auf dessen Ritt von Birkenfeld nach Trarbach, wo dieser persönlich gegen die versuchte Öffnung der evangelischen Kirche für katholische Messen durch den Mitgemeinsherrn Hermann Fortunat einschreiten wollte. In der Nähe des Sauerbrunnens erlitt Faber jedoch einen Schlaganfall. Während der Pfalzgraf seinen Ritt fortsetzte, wollte Faber nach Birkenfeld zurückkehren, verstarb aber in der Nähe von Rinzenberg auf seinem Pferd. Er wurde in der Birkenfelder Kirche beigesetzt.

## Familie
Faber heiratete um 1620 Dorothea Philippa Tuschelin, die Tochter des sponheimischen Amtmannes Heinrich Tuschelin von Winterburg und Enkelin des Zweibrücker Rates und Inspektors Gallus Tuschelin, bei deren Taufe Pfalzgraf Karl von Birkenfeld das Patenamt übernommen hatte. Nach dem Tod ihres Mannes wurde der Witwe erlaubt, ihren Witwensitz im Birkenfelder Schloss zu nehmen.
Das Ehepaar hatte fünf Kinder:
- Justus Sebastian (≈ 3. Dezember 1621 in Neuenstein; † 26. Januar 1705 in Straßburg), Rat verschiedener deutscher Fürsten
- Georg Wilhelm (≈ 11. August 1626 in Birkenfeld), Ebersteinischer Keller zu Werdenstein
- Karl (≈ 8. Oktober 1628 in Birkenfeld)
- Anna Praxedes (≈ 28. Oktober 1631 in Birkenfeld; † 29. August 1635 ebd. an der Pest)
- Johann Gottfried (≈ 2. November 1634 in Birkenfeld)

Johann Faber war ein Halbbruder des Württembergischen Vizekanzlers Sebastian Faber.